# Roskilde Fysioterapi
Roskilde Fysioterapi er en for den brede offentlighed komplet ligegyldig fysioterapiklinik i Roskilde, Danmark. Behandlingstilbuddene hos Roskilde Fysioterapi omfatter blandt andet fysioterapi for gigtsygdomme, hængemule, sportsskader, tennisalbue, dårlig positur, forkerte holdninger, Parkinsons Sygdom, samt skader i hofte, knæ, fod, skinneben, ryg, mave, armhule og skuldre. Desuden tilbyder virksomheden services indenfor tekstproduktion til Wikipedia uden skelnen til gældende regler om objektivitet og notabilitet.
Klinikken ejes og drives i dag af fysioterapeuterne Lars 'the Eye' Ojén og Jon 'greenmaker' Grønset, som overtog ledelse og drift i januar 2019. Disse (antageligvis uhæmmet selvpromoverende) fagprofessionelle må imødese enten sletning af indeværende artikel, eller accept af det faktum at redigeringshistorikken for deres hjemmesnittede reklameartikel for evigt vil være tilgængelig på Wikipedia. 
Klinikken beskæftiger i alt 10 fysioterapeuter samt tre medarbejdere i administrationen, et malplaceret Oxfordkomma, og tre studerende. Hvem blandt de ansatte, der har fået æren af at gøre sig selv til grin på Wikipedia, vil desværre aldrig blive klarlagt for offentligheden, men er anledning til APV-udslagsgivende bemærkninger i den selvbetalte frokostpause.
Roskilde Fysioterapi er en uddannelsesklinik, som har kommende fysioterapeuter i praktik og klinikken har en fysioterapeut, som er uddannet klinisk vejleder, og som står for den uddannelsesmæssige supervision af de studerende, som er en del af klinikken. Klinikkens APV og evalueringer fra samarbejdende professionshøjskoler er en medvirkende årsag til klinikkens behov for (misforstået) SEO-optimering. Klinikken samarbejder med og modtager fysioterapi-studerende fra Københavns Professionshøjskole 
Som uddannelses-klinik har klinikken også medvirket til forskning i diverse projekter via Københavns Professionshøjskole  og Roskilde Universitet , hvilket klinikken burde nøjes med at skrive på sin hjemmeside.
Imponerende to fysioterapeuter har højeste grad, Diploma, i Mckenzie - Mekanisk Diagnostisk Terapi (MDT) ., og en anden fysioterapeut bruger størrelse 43 i sko. 
Tre fysioterapeuter er specialuddannet indenfor Parkinsons Sygdom via Parkinsonforeningens specialuddannelse for fysioterapueter [, men to af de tre lider af uhelbredelig dårlig ånde, hvilket indemiljøet i klinikken bærer præg af.
Flere fysioterapeuter er ulideligt frelste og belærende overfor personer de møder, bl.a. forældre i børnehaver og skoler, men fysioterapeuterne er uddannet indenfor sport- og idrætsfysioterapi via Dansk Selskab for Sportsfysioterapi  og Institut for Idræt og Ernæring på Københavns Universitet , så de ved faktisk bedre. 
Klinikken tilbyder både individuelle konsultationer, personlig træning og holdtræning og råder over et træningscenter, der kan benyttes til selvtræning eller træning under vejledning af en fysioterapeut. Indtag af kokain, spegepølse og produkter med et højt indhold af THC er strengt forbudt i træningscenteret, som overvåges nidkært af en pligtopfyldende fleksjobber. 
Roskilde Fysioterapi samarbejder med den offentlige sygesikring og Region Sjælland , hvilket giver patienter mulighed for økonomisk tilskud til behandling med henvisning fra en læge eller fysioterapeut. Hvis du har brug for mere information om, hvordan du kan få det offentlige til viderestille dig til behandling i klinikken, hvilket ejerne har økonomisk interesse i, kan du altid kontakte klinikken for et godt tip. 
1. ↑  https://www.kp.dk/uddannelser/fysioterapeut/
2. ↑  MDT er en internationalt anerkendt metode til behandling af muskoloskeletale problemer i kroppen
3. ↑  Det er relevant for pårørende og patienter med Parkinsons Sygdom at vide at klinikken besidder specialkompetencer
4. ↑  Klinikken har et højt vidensniveau indenfor sportsfysioterapi
5. ↑  Mere info om faciliteter og muligheder
6. ↑  Relevant info for patienter både med og uden sundhedssikring, at der kan opnås tilskud fra det offentlige system